# 5×10 All the Best! Clips 1999-2009
5×10 All the Best! Clips 1999–2009 (estilizado como 5×10 All the BEST! CLIPS 1999-2009) es la colección en DVD de los videos musicales de la boy band japonesa Arashi. El doble DVD fue lanzado el 28 de octubre de 2009 en Japón bajo su sello discográfico J Storm. Con la excepción de los videos musicales "Everything" y "My Girl", el DVD contiene todos los videos musicales del grupo ha hecho desde su debut en 1999 hasta su décimo aniversario en 2009 y la versión completa de la película de animación "Believe".

## Información del DVD
El 23 de septiembre de 2009, el miembro de Arashi Satoshi Ohno, confirmó en su programa de radioDiscovery Arashi, que Arashi lanzaría el DVD en 28 de octubre de 2009. El lanzamiento del DVD en dos discos, que incluye no sólo los 31 videos musicales de sus sencillos del grupo, junto también con los comentarios especiales del grupo para la mayoría de los videos musicales, incluye el video de "Lucky Man" de 5×5 The Best Selection of 2002-2004, la versión completa de la película de animación de "Believe " de Arashi, que colaboró Tatsunoko Production, y la realización del video musical "Crazy Moon (Kimi wa Muteki)".

## Contenido
| 1. Opening: "Arashi" 2. "Sunrise Nippon" 3. "Typhoon Generation" 4. "Kansha Kangeki Ame Arashi" 5. "Kimi no Tame ni Boku ga Iru" 6. "Jidai" 7. "A Day in Our Life" 8. "Nice na Kokoroiki" 9. "Pikanchi" 10. "Tomadoi Nagara" 11. "Lucky Man" 12. "Hasashi no Mirai" 13. "Kotoba Yori Taisetsu na Mono" 14. "Pikanchi Double" 15. "Hitomi no Naka no Galaxy" 16. "Hero" 17. "Sakura Sake" 18. "Wish" | 1. Intro: "Kitto Daijōbu" 2. "Aozora Pedal" 3. "Love So Sweet" 4. "We Can Make It!" 5. "Happiness" 6. "Step and Go" 7. "One Love" 8. "Truth" 9. "Kaze no Mukō e" 10. "Beautiful Days" 11. "Believe" 12. "Ashita no Kioku" 13. "Crazy Moon (Kimi wa Muteki)" 14. Animation film of "Believe" |

## Comentarios
| - "Arashi": Arashi - "Sunrise Nippon": Kazunari Ninomiya - "Typhoon Generation": Sho Sakurai - "Kansha Kangeki Ame Arashi": Satoshi Ohno - "Kimi no Tame ni Boku ga Iru": Jun Matsumoto - "Jidai": Ninomiya - "A Day in Our Life": Arashi - "Nice na Kokoroiki": Masaki Aiba - "Pikanchi": Arashi - "Tomadoi Nagara": Ninomiya - "Lucky Man": Arashi - "Hadashi no Mirai": Sakurai - "Kotoba Yori Taisetsu na Mono": Matsumoto - "Pikanchi Double": Ninomiya - "Hitomi no Naka no Galaxy": Aiba | - "Hero": Matsumoto - "Sakura Sake": Sakurai - "Wish": Aiba - "Kitto Daijōbu": Ohno - "Aozora Pedal": Ohno - "Love So Sweet": Matsumoto - "We Can Make It!": Aiba - "Happiness": Ohno - "Step and Go": Arashi - "One Love": Matsumoto - "Truth": Ohno - "Kaze no Mukō e": Aiba - "Beautiful Days": Ninomiya - "Believe": Sakurai - "Ashita no Kioku": Sakurai |

## Performance en las listas
En la primera semana de su lanzamiento, el DVD debutó en el número uno en el Oricon weekly music DVD chart al vender más de 428.000 copias, manteniendo el récord de las mayores ventas de primera semana de un DVD de música.
Después de otra semana, el DVD se convirtió en el primer DVD de música en la historia del Oricon en para superar las 500,000 ventas. El 18 de diciembre de 2009, Oricon anunció que el DVD era el DVD de música con mayor ventas del 2009, vendiendo 590.642 copias.
El 12 de enero de 2010, Oricon anunció que 5×10 All the Best! Clips 1999-2009 regresó a la parte superior del music DVD weekly chart después de diez semanas debido a la aparición de Arashi en el 60th NHK Kōhaku Uta Gassen el 31 de diciembre de 2009. Como resultado, el DVD tiene el récord por el mayor intervalo en el ranking de música de DVD. El récord anterior estaba en manos de Hikaru Utada Single Clip Collection Vol.1 DVD lanzado en 1999 volvió a la cima después de un intervalo de tres semanas. A finales de 2010,Oricon anunció que el DVD vendió otras 228.444 copias, siendo el séptimo mejor venta de DVD global para 2010 en Japón.

## Listas, posiciones y certificaciones
| Lista (2009)                                | Máxima posición |
| ------------------------------------------- | --------------- |
| Japan Oricon Weekly Music DVD Chart         | 1               |
| Japan Oricon Weekly Comprehensive DVD Chart | 1               |
| Japan Oricon Yearly Music DVD Chart         | 1               |
| Japan Oricon Yearly Comprehensive DVD Chart | 2               |
| Lista (2010)                                | Máxima posición |
| Japan Oricon Weekly Music DVD Chart         | 1               |
| Japan Oricon Weekly Comprehensive DVD Chart | 1               |
| Japan Oricon Yearly Music DVD Chart         | 3               |
| Japan Oricon Yearly Comprehensive DVD Chart | 7               |

| País  | Proveedor | Ventas  | Certificación   |
| ----- | --------- | ------- | --------------- |
| Japón | RIAJ      | 819.086 | Double Platinum |

## Historial de lanzamiento
| Región        | Fecha                                                | Formato             | Distribuidor     |
| ------------- | ---------------------------------------------------- | ------------------- | ---------------- |
| Japón         | 28 de octubre de 2009 (15 años, 8 meses y 7 días)    | 2DVD (JABA-5099)    | J Storm          |
| Corea del Sur | 11 de noviembre de 2009 (15 años, 7 meses y 23 días) | 2DVD                | SM Entertainment |
| Taiwán        | 20 de noviembre de 2009 (15 años, 7 meses y 14 días) | 2DVD (JAJDV57025/6) | Avex Taiwán      |
| Hong Kong     | 27 de noviembre de 2009 (15 años, 7 meses y 7 días)  | 2DVD                | Avex Asia        |

## Premios

### Japan Gold Disc Awards
| 2010 | 5×10 All the Best! Clips 1999–2009 | The Best Music Videos | Ganador |